# Hekate
Hekate (stgr. Ἑκάτη Hekátē, łac. Hecate) – w mitologii greckiej i rzymskiej przede wszystkim bogini ciemności, czarów, magii oraz świata istot i zjawisk nadprzyrodzonych.

## Pochodzenie
Była chtonicznym bóstwem bardzo starym, niejasnego pochodzenia i o stosunkowo zróżnicowanej roli w wierzeniach. Kult jej wywodzony jest z małoazjatyckiej Karii, gdzie jej świątynię zlokalizowano m.in. w pobliżu Stratonikei. U Greków nie miała własnego mitu. Po raz pierwszy została wymieniona przez Hezjoda w Narodzinach bogów jako córka Persesa i Asterii. Nie była zaliczana do bóstw olimpijskich, chociaż Zeus zachował jej dawne moce i dodał nowe, udzielając władzy nad losem ziemi i morza.
Utożsamiano ją z innymi bóstwami: Artemidą i Selene jako bóstwami księżyca, z  władczynią świata podziemnego Persefoną, a nawet z Demeter. Powiązania z Demeter i Artemidą wskazywałyby, że była czczona jako bóstwo przyrody, związek z Persefoną odnosiłby się do jej roli w świecie ciemności i praktyk magicznych. Imię jej dosłownie oznaczało „sto” i mogło być pochodną eufemizmu (lub metonimu), którym zastępczo ją określano w obawie przed groźną mocą. Pozwala to przypuszczać, iż zapewne stanowiła relikt przedgreckiej czarnej magii.
Znana bardziej poprzez swe cechy szczególne i spełniane funkcje, nie odgrywała większej roli w greckich mitach. Ubocznie włączona została do mitologicznego wątku króla Ajetesa i Medei, a według późniejszej tradycji miała być nawet matką Kirke.

## Kult
Mimo to była boginią bardzo popularną, najpewniej ze względu na rozległą moc wpływów i stosunkowo szeroki zakres działania. W wierzeniach Greków występowała w dwóch całkiem odmiennych aspektach (później rozdzielonych na jej działalność dzienną i nocną).
Początkowo uważana była za bóstwo życzliwe, pomocne ludziom w życiu codziennym i mające swój wpływ w sprawach sądowych, politycznych i wojennych. Moc jej rozciągała się bez ograniczeń na wszystkie dziedziny życia: wysłuchiwała próśb, udzielając nie tylko dóbr materialnych, lecz także daru wymowy na zgromadzeniach publicznych, zwycięstwa w walce i w zawodach sportowych (igrzyskach). Rybakom zapewniała połowy, rolnikom – rozmnażanie bydła i plony. Wzywano jej jako „bogini żywicielki” potomstwa, podobnie jak Apollina i Artemidy.
W odmiennym charakterze występowała później, gdy uchodziła za przypisaną do Hadesu boginię czarów i praktyk magicznych, a także ciemności i świata podziemnego, pokuty i zemsty, wzywaną podczas ofiar przebłagalnych. Jako pani upiorów, patronce czarownic i nekromantów, objawianej pod postacią klaczy lub suki czy wilczycy, przypisywano jej cechy okrutne, choć możliwe do przebłagania, uważając ją również za boginię pokuty i mścicielkę przelanej krwi.

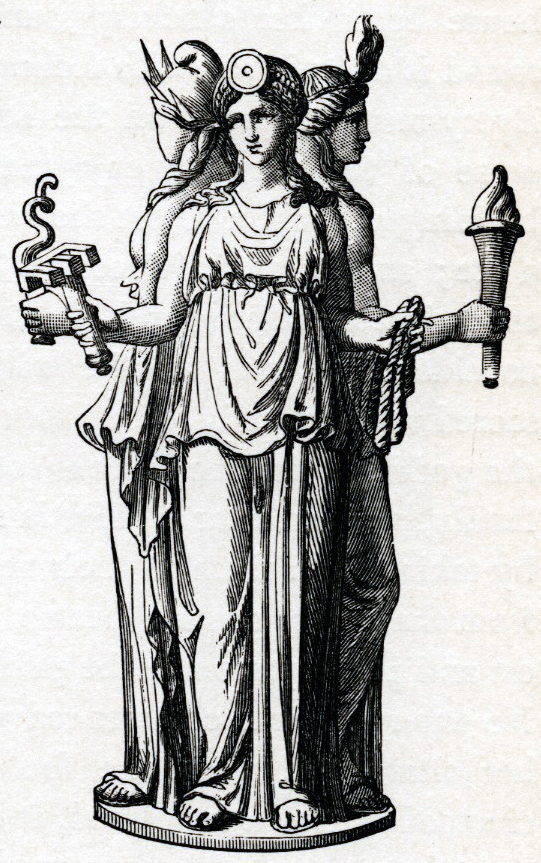
Tzw. hekatejon – trójfiguralne wyobrażenie Hekate z rozdroży

Posągi Hekate stawiano zwykle na rozstaju dróg jako miejscu wyjątkowo sprzyjającym czarom. Dlatego Rzymianom lepiej znana była z przydomkiem Hecate Trivia (Hekate Rozdroży), czyli „trójpostaciowa” (Hecate triformis). Każdego ostatniego dnia miesiąca składano jej tam w ofierze placki, jaja, ryby, cebulę, niekiedy czarne jagnięta lub szczenięta i miód, umownie nazywane „kolacją Hekate”. Największą czcią otaczano ją na Eginie, gdzie corocznie obchodzono jej misteria wprowadzone podobno przez Orfeusza (stąd szczególną cześć odbierała u orfików). Wiadomo, że miała też świątynię w Argos.

## Ikonografia
W sztuce starogreckiej wyobrażano ją najczęściej jako postać kobiecą o trzech twarzach, trzymającą pochodnie i otoczoną przez psy. Do jej atrybutów należały także miecze, węże, bicze. Około połowy V wieku p.n.e. uczeń Fidiasza Alkamenes pierwszy przedstawił ją trójfiguralnie – jako trzy postacie połączone plecami, trzymające w rękach pochodnie i dzbany. Jej statua znajdowała się przy świątyni Ateny Zwycięskiej na ateńskim Akropolu i zwłaszcza Ateńczycy składali jej ofiary czcząc jako „opiekunkę rozdroży”. Na gemmach często wyobrażana była jako sześcioramienna, otoczona wężami, bardziej przypominająca bóstwa indyjskie niż greckie. Nierzadkie są przedstawienia z psem (lub pod jego postacią), ogólnie typowe dla bóstw sfer wieloznacznych, ciemnych i nocnych.

## Uwagi

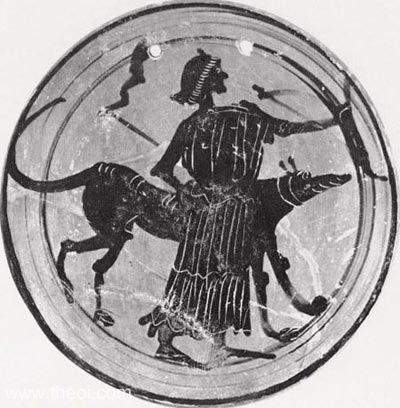
Symboliczne przedstawienie bogini z psem (z czary greckiej)